# ریتمن (اوهایو)
ریتمن(به انگلیسی: Rittman) شهری در ایالت اوهایو کشور ایالات متحده آمریکا است که جمعیت آن در سرشماری سال ۲۰۱۰ میلادی، ۶٬۴۹۱ نفر بوده‌است.